# ブレンドン・オコナー
ブレンドン・オコナー（Brendon O'CONNOR、1989年9月11日 - ）は、スーパーラグビーサンウルブズに所属するラグビーユニオン選手。

## プロフィール
- ニュージーランドギズボーン出身[1]。
- ポジションはフランカー(FL)。
- 身長 186cm、体重 102kg[2]
- U20ニュージーランド代表に選ばれたことがある[3]。

## 略歴
カンタベリー、クルセイダーズ、ホークス・ベイ、ブルーズ、レスター・タイガース、ホークス・ベイを経て、2019年11月、サンウルブズの2020シーズンスコッドに選ばれた。